# Riola Xhemaili
Riola Xhemaili (Solothurn, 5 maart 2003) is een voetbalspeelster uit Zwitserland. Ze speelt als middenvelder voor PSV in de Vrouwen Eredivisie.

## Clubcarrière
Xhemaili begon haar carrière bij FC Solothurn. In 2019 stapte ze over naar FC Basel.
Na twee jaar verkaste ze naar SC Freiburg. Bij de club uit Baden-Württemberg speelde ze twee seizoenen waarin ze vijf keer scoorde in 45 wedstrijden.
In 2023 maakte Xhemaili de overstap naar de Duitse topclub VfL Wolfsburg. Voor deze club maakte ze haar debuut op 1 oktober 2023 in het met 4-2 gewonnen uitduel bij Eintracht Frankfurt.
Op 8 augustus 2024 tekende Xhemaili een huurcontract met PSV tot 30 juni 2025. Met het oog op het EK in Zwitserland in juli 2025 wilde ze in het seizoen 2024/25 verzekerd zijn van meer speelminuten dan ze verwachtte bij VfL Wolfsburg. Op 24 juni 2025 tekende Xhemaili een driejarig contract bij PSV en maakte daarmee de definitieve overstap naar de Eindhovense club.

## Statistieken
| Seizoen    | Club          | Land        | Competitie         | Wedstrijden | Doelpunten |
| ---------- | ------------- | ----------- | ------------------ | ----------- | ---------- |
| 2019-2021  | FC Basel      | Zwitserland | Super League       | 52          | 27         |
| 2021-2023  | SC Freiburg   | Duitsland   | Bundesliga         | 45          | 5          |
| 2023-heden | VfL Wolfsburg | Duitsland   | Bundesliga         | 12          | 1          |
| 2024-2025  | PSV           | Nederland   | Vrouwen Eredivisie | 22          | 10         |
| Totaal     | Totaal        | Totaal      | Totaal             | 127         | 42         |

Laatste update: 24 juni 2025

## Interlandcarrière
Xhemaili maakte haar debuut voor het Zwitsers nationale team op 22 september 2020 in een wedstrijd tegen België door in te vallen voor Ramona Bachmann.
In 2022 werd Xhemaili opgenomen in de selectie van Zwitserland voor het EK. Zwitserland bleef steken in de groepsfase na een 1-4 nederlaag tegen Nederland. Xhemaili kwam enkel in dit duel in actie.
Xhemaili werd in juni 2025 opgenomen in de Zwitserse selectie voor op het EK 2025 in eigen land.
1 Evrard ·
2 Thrige ·
3 Hendriks ·
4 Buurman ·
5 Bross ·
6 Folkertsma ·
9 Smits ·
10 Ripa ·
11 Jansen ·
14 Strik ·
16 Alkemade ·
17 Jacobs ·
18 Dessing ·
19 Stoit ·
20 Nijstad ·
21 Lacroix ·
22 Derks ·
23 Kemper-Moorrees ·
24 Henschen ·
25 Frijns ·
26 Biegel Esteves ·
27 Xhemaili ·
29 Kalma ·
30 Verheijen ·
Coach: Ten Berge
· Assistent-coach: Van Dael